# Stazione di Boxtel
Boxtel, è una stazione ferroviaria passante di superficie sulle linee ferroviarie Utrecht-Boxtel e Breda-Eindhoven nella città di Boxtel, Paesi Bassi.
È stata la stazione di origine della linea ferroviaria Boxtel-Wesel fino alla sua chiusura avvenuta nel 1950.